# Otto Grotewohl
Otto Grotewohl (Braunschweig, 11 de març de 1894 - Berlín Oriental, 21 de setembre de 1964) fou un polític alemany, primer cap de Govern de la República Democràtica Alemanya (RDA). Membre des de molt jove del Partit Socialdemòcrata d'Alemanya (SPD), va ser diputat del Reichstag entre 1920 i 1933, any en què Adolf Hitler va pujar al poder. A causa de la repressió nazi va passar diversos anys en diferents camps de concentració. Alliberat després de la victòria soviètica a la Segona Guerra Mundial el 1945, va dirigir als socialdemòcrates de la zona oriental del país cap a la unificació amb els comunistes en el Partit Socialista Unificat d'Alemanya (SED), futur partit governant de la RDA fins al 1990. Va ocupar juntament amb Wilhelm Pieck la secretaria general del SED fins a 1950, i després de la creació de la RDA el 1949 va ser elegit President del Consell de Ministres, ocupant la direcció del Govern fins a la seva mort el 1964.